# گواهی‌نامه بین‌المللی واکسیناسیون

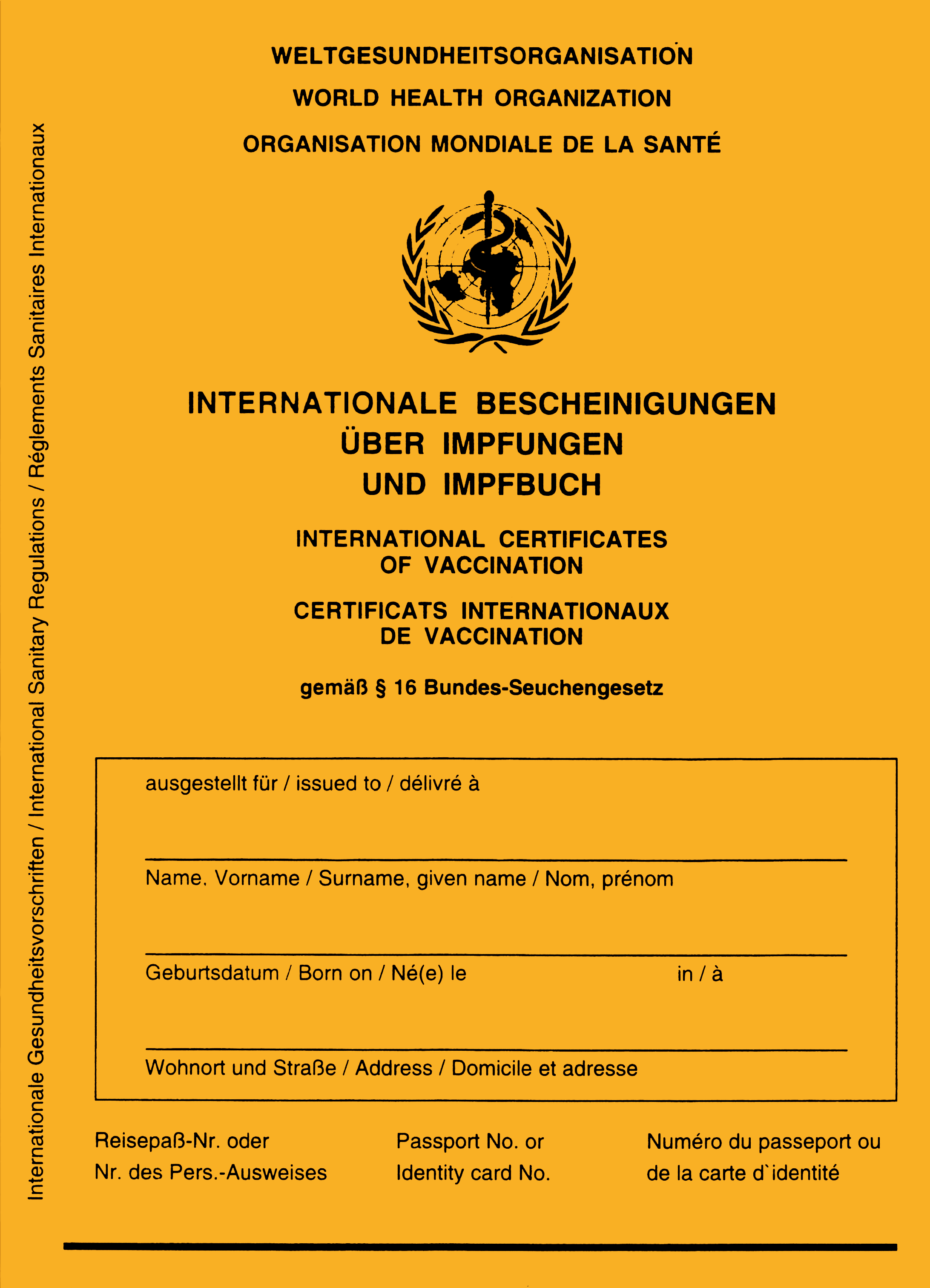
گواهی‌نامه بین‌المللی واکسیناسیون

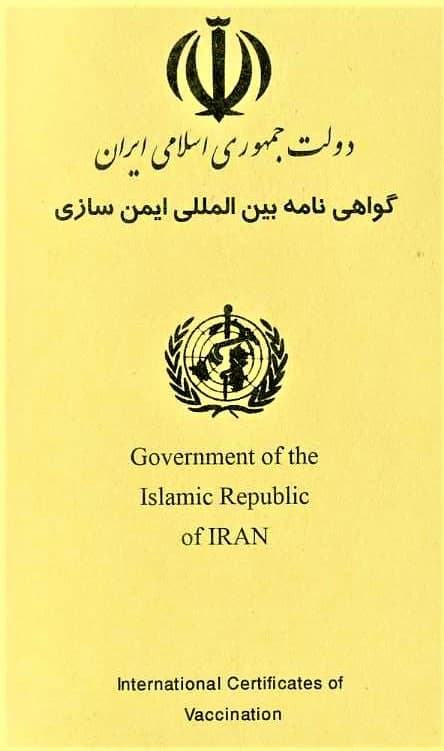
گواهی‌نامه بین‌المللی واکسیناسیون صادرشده در ایران

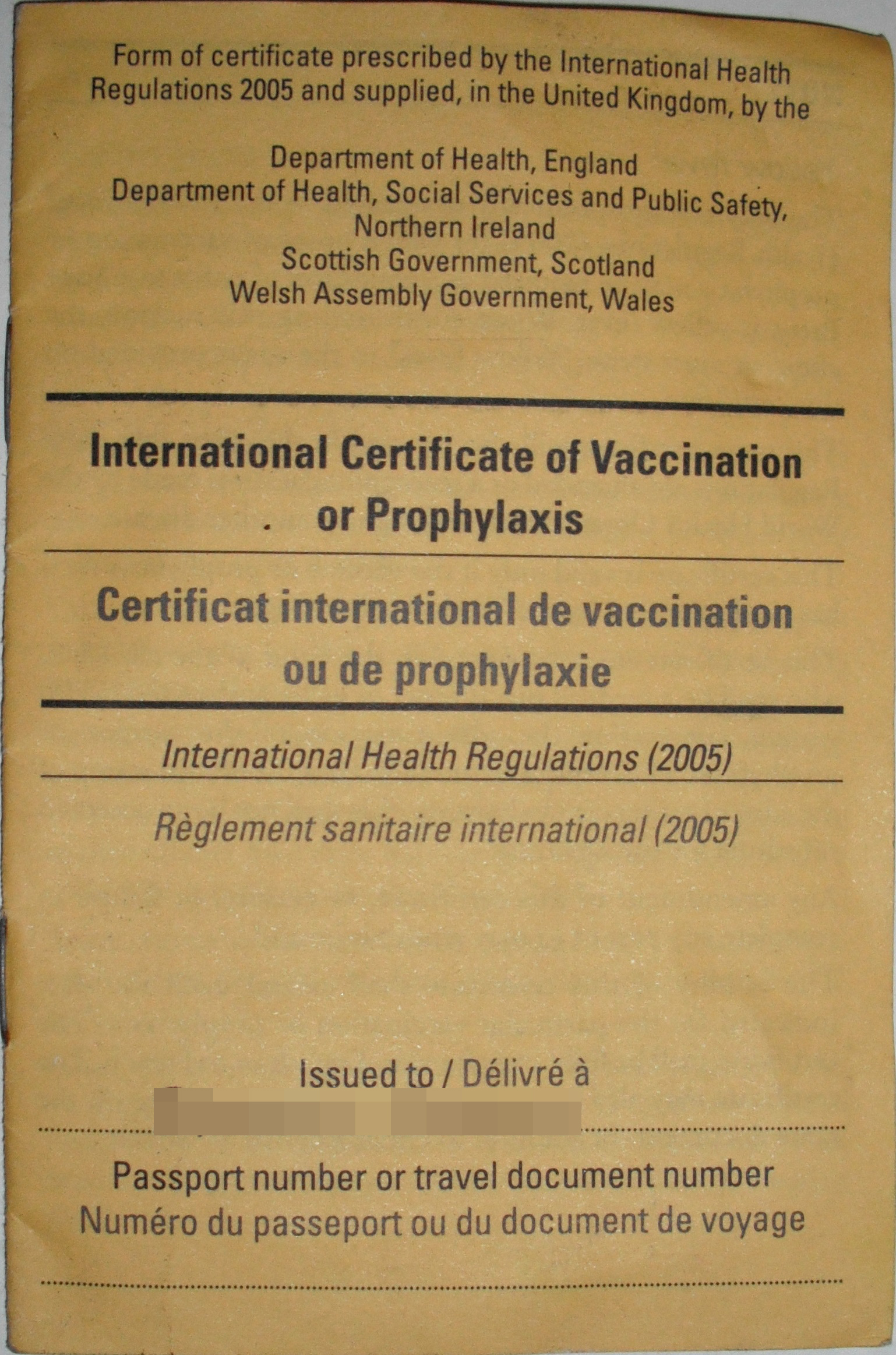
ICVP جدید که در انگلستان صادر شده‌است

گواهینامه بین‌المللی واکسیناسیون یا پیشگیری (ICVP) که با نام Carte Jaune یا کارت زرد نیز شناخته می‌شود، یک گزارش رسمی واکسیناسیون است که توسط سازمان بهداشت جهانی (WHO) ایجاد شده‌است. این گواهینامه که یکی از مدارک سفر است، نوعی گذرنامه پزشکی است که در سطح بین‌المللی به رسمیت شناخته شده‌است و ممکن است برای ورود به کشورهای خاص که خطر سلامتی برای مسافران افزایش می‌یابد، لازم باشد.
این گواهینامه با گذرنامه مصونیت متفاوت است. تفاوت اصلی این است که گواهینامه‌های واکسیناسیون مانند ICVP افراد را برای گرفتن واکسیناسیون علیه یک بیماری تشویق می‌کند، در حالی که گذرنامه‌های ایمنی افراد را به آلوده شدن به یک بیماری و بهبودی تشویق می‌کند.
طرح‌های مختلفی برای پاسپورت‌های بهداشتی یا گواهی واکسیناسیون برای افرادی که واکسن COVID-19 را تزریق کرده‌اند ارائه شده‌است.

## نام
نام رایج کارت زرد یا معادل فرانسوی آن Carte Jaune از رنگ زرد سند ناشی می‌شود. این واقعیت که واکسن تب زرد معمولاً مسافرت مورد نیاز است، به ارتباط سند با رنگ زرد کمک کرده‌است. البته ICVP می‌تواند دامنه وسیعی از واکسن‌ها را پوشش دهد، نه فقط تب زرد.

## تاریخ

### کنوانسیون‌های بهداشتی بین‌المللی (۱۹۳۳–۱۹۵۱)

یک گواهینامه بین‌المللی واکسیناسیون یا واکسیناسیون مجدد علیه تب زرد، که در اتحاد جماهیر شوروی در سال ۱۹۸۵ صادر شده‌است.

گواهینامه بین‌المللی تلقیح و واکسیناسیون توسط کنوانسیون بهداشتی بین‌المللی برای ناوبری هوایی (۱۹۳۳) در لاهه پایه‌گذاری و از اول اوت ۱۹۳۵ لازم الاجرا شد و در سال ۱۹۴۴ اصلاح شد. پس از اصلاحیه ۱۹۴۴، کنوانسیون علاوه بر اعلامیه‌های بهداشتی شخصی، هوایی و دریایی، پنج گواهینامه را نیز تحت پوشش قرار داد:
1. گواهی بین‌المللی تلقیح علیه وبا.
2. گواهی بین‌المللی تلقیح علیه تب زرد.
3. گواهی بین‌المللی مصونیت در برابر تب زرد.
4. گواهی بین‌المللی تلقیح علیه تب تیفوس.
5. گواهی بین‌المللی واکسیناسیون علیه آبله.

### مقررات بهداشتی بین‌المللی (۱۹۵۱–۱۹۶۹)
سازمان بهداشت جهانی (WHO) بر اساس اساسنامه خود در ۲۲ ژوئیه ۱۹۴۶ (عملا از ۷ آوریل ۱۹۴۸)، تأسیس شد. اساسنامه سازمان شامل مقرراتی برای تحریک و پیشبرد کار برای ریشه کن کردن بیماری‌های همه گیر، بومی و سایر بیماری‌ها (ماده 2.g) بود و مجمع جهانی بهداشت اختیار تصویب مقررات مربوط به الزامات بهداشتی و قرنطینه ای و سایر روش‌های طراحی شده برای جلوگیری از گسترش بین‌المللی بیماری را داشت (ماده ۲۱. الف). چهارمین مجمع جهانی بهداشت در ۲۵ مه ۱۹۵۱ با جایگزینی و تکمیل کنوانسیون‌های بهداشتی بین‌المللی، مقررات بهداشتی بین‌المللی (مستعار آیین‌نامه شماره 2 WHO) را تصویب کرد و اعتبار و استفاده از گواهینامه‌های بین‌المللی واکسیناسیون (ماده ۱۱۵) را تأیید کرد و مدل قدیمی را با نسخه جدید به روز کرد (ضمایم ۲، ۳، 4). از گواهینامه‌های ذکر شده برای اثبات واکسیناسیون علیه بیماری‌هایی مانند وبا، تب زرد و آبله استفاده شده‌است. واژه تلقیح یا مایه‌کوبی دیگر مورد استفاده قرار نگرفت. گواهینامه‌های بین‌المللی تلقیح و واکسیناسیون قدیمی تا زمان انقضا معتبر باقی مانده و پس از آن با ICV جدید جایگزین شدند. در ۲۳ مه ۱۹۵۶، نهمین مجمع جهانی بهداشت، فرم گواهی بین‌المللی واکسیناسیون یا واکسیناسیون مجدد علیه آبله را از تاریخ ۱ اکتبر ۱۹۵۶ اصلاح کرد.

### مقررات بین‌المللی بهداشت (۱۹۶۹ تا کنون)
مجمع جهانی بهداشت سازمان جهانی بهداشت، مقررات بین‌المللی بهداشت (IHR) را در سال ۱۹۶۹ تصویب کرد که جانشین کنوانسیون‌ها / مقررات بهداشتی بین‌المللی قبلی شد. ماده 79 IHR یک گواهینامه واکسیناسیون بین‌المللی را معرفی کرد و در ضمیمه ۲ و پیوست VI تعدادی از شرایط ذکر شده وجود داشت که برای معتبر دانستن باید انجام می‌شد، مانند چاپ و پر شدن به زبان انگلیسی و فرانسوی (زبان سوم مربوط به منطقه‌ای صادرکننده می‌توانست اضافه شود). IHR 1969 بر چهار بیماری تمرکز داشت: وبا، طاعون، آبله و تب زرد. با این حال، ماده ۵۱ مشخص کرد که واکسیناسیون علیه طاعون به عنوان شرط پذیرش شخص در یک قلمرو مورد نیاز نیست. مجمع جهانی بهداشت در سال ۱۹۷۳ تشخیص داد که واکسیناسیون علیه وبا قادر به جلوگیری از ورود وبا از یک کشور به کشور دیگر نیست، و این شرط را از تجدید نظر سال ۱۹۷۳ در IHR حذف کرد. این شرط همچنین از ICV حذف شد.
ICV در مورد آبله بیشترین موفقیت را داشت. اجبار به داشتن گواهینامه‌های واکسیناسیون به‌طور قابل توجهی تعداد مسافران واکسینه شده را افزایش می‌دهد، و در نتیجه در جلوگیری از شیوع آبله مؤثر است، به ویژه هنگامی که گسترش سریع سفرهای هوایی در دهه‌های ۱۹۶۰ و ۱۹۷۰ باعث کاهش زمان سفر از کشورهای بومی به سایر کشورها در حد فقط چند ساعت شد. پس از ریشه‌کنی موفقیت‌آمیز آبله در سال ۱۹۸۰، گواهینامه بین‌المللی واکسیناسیون علیه آبله در سال ۱۹۸۱ لغو شد و فرم جدید ۱۹۸۳ فاقد بخش خاصی برای واکسیناسیون آبله بود. بنابراین، فقط تب زرد به عنوان نیاز واکسیناسیون برای سفرهای بین‌المللی که ICV برای آنها استفاده شده‌است، باقی مانده‌است.
تا سال ۱۹۹۴، عربستان سعودی زائران حج را ملزم به واکسیناسیونمننژیت کرد، در حالی که مرکز کنترل بیماری همچنین به آمریکاییانی که به کمربند مننژیت آفریقایی یا کنیا، تانزانیا و بوروندی سفر می‌کنند، توصیه کرد که واکسن را بخصوص در طول فصل خشک (دسامبر - ژوئن) بزنند.
شیوع سارس ۲۰۰۲–۲۰۰۴ باعث تجدید نظر در مقررات بهداشت بین‌المللی در ۲۳ مه ۲۰۰۵ شد که از ۱۵ ژوئن ۲۰۰۷ به اجرا درآمد. : 1  در آن روز، گواهینامه بین‌المللی واکسیناسیون یا پروفیلاکسی موجود در پیوست ۶ مقررات بین‌المللی بهداشت (که در سال ۲۰۰۵ اصلاح شده‌است) جایگزین گواهی بین‌المللی واکسیناسیون یا واکسیناسیون مجدد علیه تب زرد در ضمیمه ۲ مقررات بین‌المللی بهداشت (۱۹۶۹) شد.

## محتوا

### بخش‌های مورد نیاز

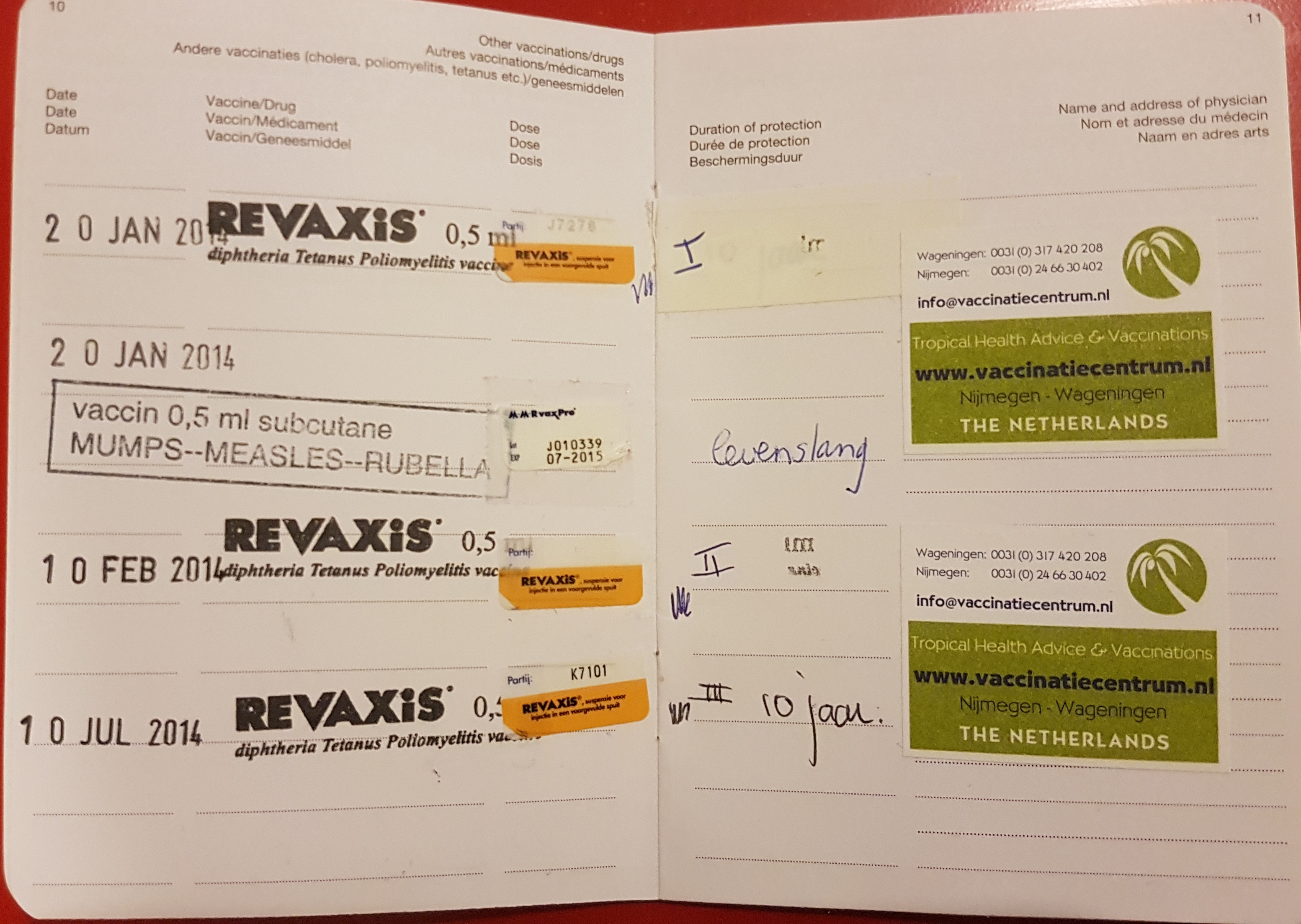
ICVP صادر شده در هلند، برای اثبات واکسیناسیون علیه دیفتری، کزاز، فلج اطفال (DTP) و اوریون، سرخک و سرخچه (MMR)

بخش اصلی ICVP فرمی است که پزشکان هنگام تزریق واکسن آن را پر می‌کنند. این بخش بر اساس دستورالعمل‌های بهداشت بین‌المللی WHO 2005، که در آنها مدلی از سند ارائه می‌شود، ضروری است. این فرم شامل بخش‌هایی برای نام مسافر، تاریخ تولد، جنسیت، ملیت، سند شناسایی ملی و امضا است. در زیر آن یک ردیف برای هر واکسن تجویز شده وجود دارد که در آن پزشک باید واکسن تجویز شده، تاریخ، امضا، تولیدکننده و شماره دسته، تاریخ معتبر و مهر رسمی از مرکز تجویز را در آن بنویسد.
پس از آن، سند الزامات اعتبار را بیان می‌کند. ICVP فقط برای واکسن‌های تأیید شده توسط WHO معتبر است. فرم باید به‌طور کامل به زبان انگلیسی یا فرانسوی توسط یک پزشک پزشکی یا یک کارمند مجاز بهداشتی تکمیل شود و باید مهر رسمی مرکز را داشته باشد. گواهی تا زمانی معتبر است که واکسن‌های موجود معتبر باشند.

## اطلاعات تکمیلی

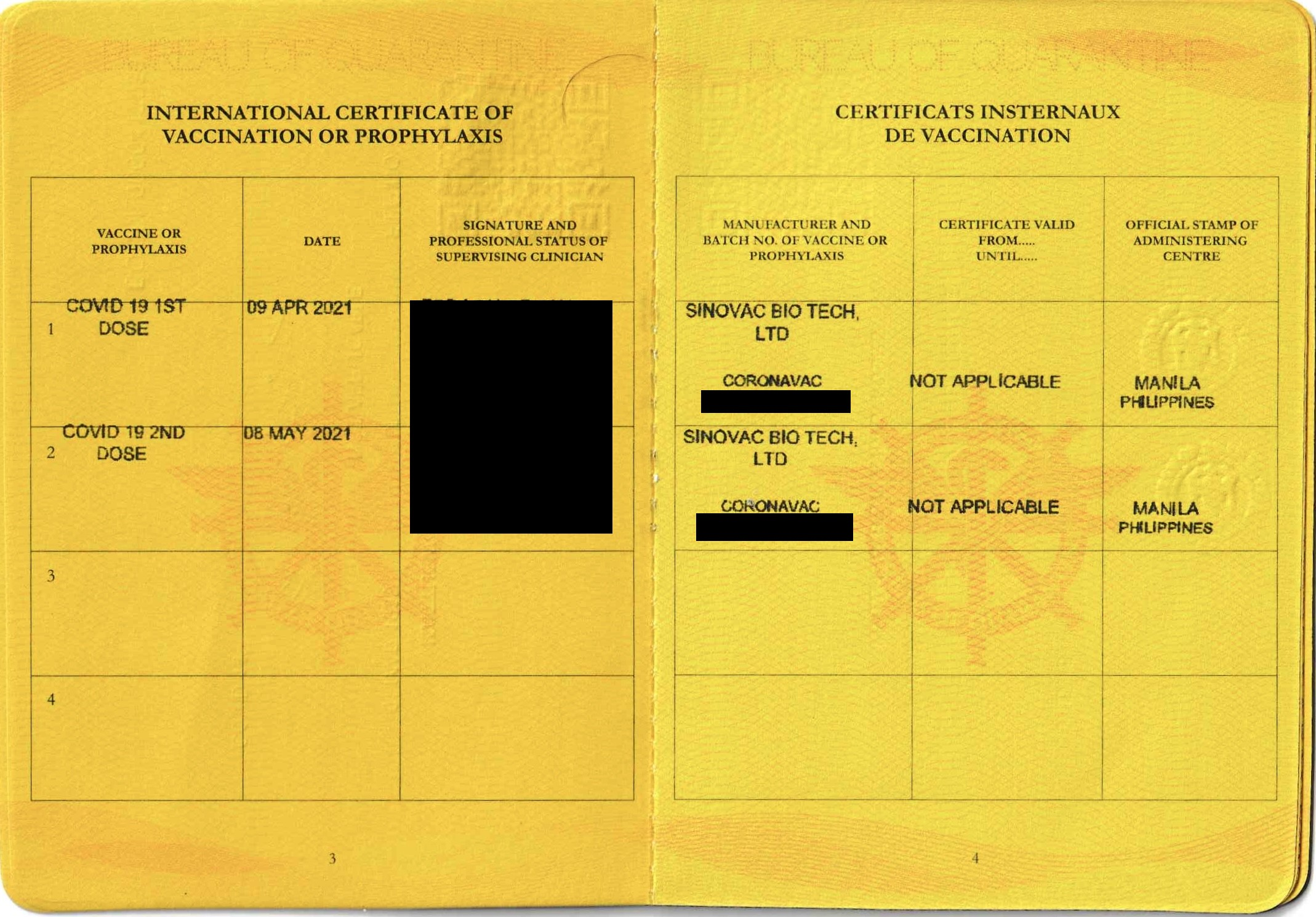
گواهی‌نامه بین‌المللی واکسیناسیون

### تب زرد
تب زرد رایج‌ترین واکسن مورد نیاز برای سفرهای بین‌المللی است. بسیاری از کشورها برای همه مسافران یا فقط برای مسافرانی که از کشورهایی که خطر انتقال تب زرد دارند، واکسن را الزامی کرده‌اند. استثنائات به‌طور معمول برای نوزادان تازه متولد شده تا ۹ ماهگی یا یک سالگی بسته به کشور انجام می‌شود. فرم ICVP برای تب زرد از ۱۰ روز پس از واکسیناسیون معتبر است. از سال ۲۰۱۶، واکسن در طول تمام عمر مسافر معتبر است. برای کسانی که واکسن یا ICVP خود را قبل از سال ۲۰۱۶ دریافت کرده‌اند، هیچ تغییری لازم نیست.